# Comtat de Longwy
El comtat de Longwy fou una jurisdicció feudal del Sacre Imperi Romanogermànic a la part sud del comtat de Methingau (Metensis) a l'est del comtat d'Yvois (o Ivois) i al sud del comtat d'Arlon, estant limitat a l'est pel riu Mosela. Incloïa els deganats de Mersch i Luxemburg.
El primer comte conegut és Lietgard, parent de Wicfrid o Wigfrid bisbe de Verdun (vers 959 - + 31 d'agost de 984) als anys darrers del segle X i fins al 1026. Se l'esmenta en cartes del 973 i 1015 i en la crònica d'Alberic de Trois-Fontaines on diu que fou pare de Manegaudi, i nebot de l'emperador Conrad; va morir el 19 de maig probablement del 1026; es va casar amb Emmehilda i va ser el pare de Manegold, oposat a les nombroses donacions religioses del seu pare, que finalment foren confirmades per l'emperador. Manegold hauria estat comte fins vers el 1040.
El següent comte que apareix fou Albert o Adalbert III de Metz, fill de Gerard IV de Metz (+1045). L'esmenta la Gesta Episcoporum Virdunensium com a "Albertum de Longui castro", però no dona el seu origen. Fou comte vers el 1040 i cinc anys després hauria succeït al seu pare a Metz sent nomenat duc d'Alta Lorena el 1047 per l'emperador Enric III del Sacre Imperi Romanogermànic, després de confiscar el ducat a Godofreu el Barbut però va morir en la batalla de Thuin l'11 de novembre de 1048 contra les forces de l'anticduc Godefreu. No hi ha cap document que acredite que estava casat i la seva successió és molt confusa. S'ha demostrat erroni el seu enllaç amb Clemència de Foix o Bigorra, i Ermesenda de Longwy, considerada una neta, seria en realitat esposa d'Adalbert (se suposa que Ermesenda va morir vers el 1069) sent pares de Clemència d'Aquitània o de Poitou (vers 1048- + vers 1129), esposa de Conrad I de Luxemburg (comte 1057 - 1086, mort el 1086). El comtat de Metz va passar als comtes episcopals de Metz (i després directament al bisbat) i el de Longwy fou aportat al comtat de Luxemburg. Va seguir dins aquest comtat fins que el comte Enric VII, emperador el va vendre als comtes de Bar el 1292.

## Llista de comtes
- Lietgard vers 973-1026
- Manegold 1026-1040
- Adalbert de Metz 1040-1048, casat amb Ermengarda, dita de Longwy (+1069)
- Clemència d'Aquitània 1048-1129
- Conrad de Luxemburg vers 1075-1086
- Conrad II de Luxemburg (net) 1129-1136 (des de 1128 comte de Luxemburg per herència paterna)
- Enric IV el Cec 1136 - † 1196), comte de Luxemburg i de Longwy (Enric I de Longwy), de Namur (1139), de Durbuy (1148) i de Laroche (1153)
- Otó I de Borgonya 1196-1197, per concessió de l'emperador, renuncià el 1197
- Ermesinda I de Luxemburg (filla d'Enric IV) 1197-1247, adquireix el comtat d'Arlon però perd Namur.
- Enric V de Luxemburg (II de Longwy) 1247-1281
- Enric VI de Luxemburg (III de Longwy) 1281-1288
- Enric VII emperador (IV de Longwy) 1288-1292
- Unit al comtat de Bar per compra el 1292.